# لینکلن پارک، نیوجرسی
لینکلن پارک (به انگلیسی: Lincoln Park) شهری در ایالت نیوجرسی کشور ایالات متحده آمریکا است که جمعیت آن در سرشماری سال ۲۰۱۰ میلادی، ۱۰٬۵۲۱ نفر بوده‌است.